# Leptogenys triloba
Leptogenys triloba är en myrart som beskrevs av Carlo Emery 1901. Leptogenys triloba ingår i släktet Leptogenys och familjen myror. Inga underarter finns listade i Catalogue of Life.